# Sławomir Rzepczyński
Sławomir Zygmunt Rzepczyński (ur. 8 listopada 1955 w Olsztynie, zm. 28 lutego 2025) – polski filolog polski, specjalizujący się w historii literatury polskiej, naukach pomocniczych historii literatury oraz poetyce; nauczyciel akademicki związany z Akademią Pomorską w Słupsku.

## Życiorys
Urodził się w 1955 roku w Olsztynie, szkołę podstawową oraz liceum ogólnokształcące ukończył w Ustce. W 1975 roku podjął studia na kierunku filologia polska w Wyższej Szkole Pedagogicznej w Słupsku. Zakończył je zdobyciem tytułu zawodowego magistra w 1979. Po ukończeniu studiów pracował jako nauczyciel. W 1988 związał się zawodowo z Wyższą Szkołą Pedagogiczną w Słupsku, gdzie został zatrudniony na stanowisku asystenta w ówczesnym Zakładzie Filologii Polskiej. Na początku lat 90. XX wieku rozpoczął studia doktoranckie na Katolickim Uniwersytecie Lubelskim w Lublinie. W 1995 uzyskał tam stopień naukowy doktora nauk humanistycznych w zakresie literaturoznawstwa o specjalności historia literatury, na podstawie pracy pt. Z problematyki komunikacyjnej w twórczości Norwida (na przykładzie nowel włoskich), której promotorem był prof. Stefan Sawicki. Wraz z nowym stopniem naukowym awansował na stanowisko adiunkta. W 2005 Rada Wydziału Filologicznego Uniwersytetu Gdańskiego nadała mu stopień naukowy doktora habilitowanego nauk humanistycznych w zakresie literaturoznawstwa na podstawie rozprawy nt. Biografia i tekst. Studia o Mickiewiczu i Norwidzie. Niedługo potem został zatrudniony na stanowisku profesora nadzwyczajnego.
Poza działalnością naukowo-dydaktyczną w Akademii Pomorskiej pełnił wiele ważnych funkcji organizacyjnych. Był prodziekanem Wydziału Filologiczno-Historycznego (2005–2008) oraz dyrektorem Instytutu Polonistyki (2008–2013). Sprawował funkcję redaktora naczelnego czasopisma „Świat Tekstów. Rocznik Słupski”. Był także recenzentem zewnętrznym rocznika „Studia Norwidiana”. Poza słupską uczelnią wykładał także w Katedrze Literaturoznawstwa na Wydziale Humanistycznym Bałtyckiej Wyższej Szkole Humanistycznej w Koszalinie.

## Dorobek naukowy
Zainteresowania naukowe Sławomira Rzepczyńskiego koncentrowały się wokół zagadnień związanymi z historią literatury polskiej – romantyzmem, naukami pomocniczymi historii literatury, a także poetyką. Prowadził badania dotyczące polskiego romantyzmu, głównie twórczości Adama Mickiewicza i Cypriana Kamila Norwida. Zainteresowania badawcze oraz publikacje z ostatnich lat dotyczyły relacji romantyzmu do kategorii nowoczesności oraz ujęcia romantyzmu w perspektywie postkolanialnej. Szczególnym przedmiotem jego badań było odzwierciedlenie w utworach romantyków przemian politycznych, społecznych, świadomościowych, kulturowych, kształtowanie się warstwy inteligenckiej, a także nowych form społecznej komunikacji oraz przemian w dyskursie literackim i okołoliterackim.
Do jego najważniejszych prac należą:
- Wokół nowel „włoskich” Norwida. Z zagadnień komunikacji literackiej, Słupsk 1996, ISBN 83-87006-00-9.
- Krytyka literacka w twórczości Norwida. Próby ujęcia, Słupsk 1998, ISBN 83-87006-32-7.
- Biografia i tekst. Studia o Mickiewiczu i Norwidzie, Słupsk 2004, ISBN 83-88731-39-4.